# Les Trois-Lacs
Les Trois-Lacs – gmina we Francji, w regionie Normandia, w departamencie Eure. W 2013 roku liczba ludności wynosiła 1788 mieszkańców. 
Gmina została utworzona 1 stycznia 2017 roku z połączenia trzech ówczesnych gmin: Bernières-sur-Seine, Tosny oraz Venables. Siedzibą gminy została miejscowość Venables.